# Plega dactylota
Plega dactylota är en insektsart som beskrevs av Rehn 1939. Plega dactylota ingår i släktet Plega och familjen fångsländor. Inga underarter finns listade i Catalogue of Life.